# Ардо
Ардо (Ardo) e последният крал на вестготите от 714 до 720 г. в Испания.
Ардо идва на трона след Агила II (711 – 714) и почти цялото кралство е под властта на мюсюлманските араби. Около 720 г. те завладяват и Нарбона, където е и убит. Цяла Септимания пада под тяхна власт през 725 г.